# Réserve naturelle d'Erebouni
La réserve naturelle d'Erebouni ou zapovednik d'Erebouni (arménien : «Էրեբունի» արգելոց) est une réserve d'Arménie située près d'Erevan à la limite du marz de Kotayk et du marz d'Ararat entre les villages de Chorboulakh et de Gekhadir. C'est la plus petite réserve naturelle d'Arménie. Elle a été créée en 1981 et occupe une surface de 89 ha. Elle est située sur de l'argile rouge dont l'âge est supérieur à une dizaine de millions d'années (durant l'époque tertiaire). On y trouve de nombreuses espèces endémiques d'Arménie et de la réserve elle-même ; de riches broussailles de 70 à 75 cm de hauteur couvrent le sol, qui de loin ressemblent à un épais champ de blé.

## Description
Les sols de la réserve sont carbonatés, le pourcentage de carbonate augmentant avec la profondeur du sol. Ils sont aussi légèrement limoneux ou légèrement pierreux. L'argile est le plus souvent rouge ou panaché avec une surface molle et grumeleuse. Le relief de la réserve est vallonné, traversé par endroit par des ravins. En raison de la grande sécheresse, une partie de la couverture végétale s'épuise durant l'été.

### Climat
Le climat dans la réserve est un continental rude et sec. La température annuelle moyenne est de 11 °C, les précipitations sont de 300 à 350 mm par an. L'enneigement en hiver est faible, mais le temps froid et nuageux prédomine. La hauteur du manteau neigeux varie de 10 cm à 35 cm. L'hiver débute à la mi-novembre et se termine à la mi-mars. La température moyenne de l'air en janvier est de −4 °C, le minimum absolu étant de −31 °C. Le printemps est court, chaud, généralement humide. L'été est long, chaud et sec avec une prédominance de temps clair. La température moyenne de l'air est de 23 °C et le maximum est de 41 °C. Il n'y a pas de réserve d'eau dans le zapovednik.

## Flore
La flore de la réserve est assez riche et variée pour un aussi petit territoire. On y trouve 293 espèces de plantes vasculaires (Tracheophyta) appartenant à 197 genres et 46 familles. Les familles les plus importantes en nombre sont les espèces composées ou Asteraceae (57 espèces), puis les légumineuses ou Leguminosae (33 espèces), les Céréales (30 espèces), les crucifères ou Brassicaceae (26 espèces), puis viennent les clous de girofle, les ombelles, les bourraches, les renoncules, etc.
Les principales espèces sauvages protégées sont des céréales endémiques de l'Arménie : le Triticum araraticum et le Triticum urartu, le Triticum boeoticum, différents types d'Aegilops tel l'Aegilops mutica, le seigle Vavilov (Secale vavilovii) et d'autres qui figurent dans le Livre rouge de l'Arménie : le Rhizocephalus orientalis, l'Hohenackeria excapa, le Gundelia tournefortii. Des espèces endémiques du Caucase se trouvent également dans la réserve : l'Actinolema macrolema, la Szovitsia callicarpa, la Chicorée (Cichorium glandulosum). Également l'Iris reticulata et l'Iris elegantissima.
Pour beaucoup d'espèces, la réserve d'Erebouni est le seul endroit précis en Arménie dans le Caucase et dans l'espace post-soviétique où on les trouve. Sur quatre espèces de blé protégées présentes dans le monde, trois sont protégées dans la réserve. En tout, il existe plus de cent variétés de blé.

« J'ai dû étudier dans de nombreux pays des terres agricoles anciennes, mais il difficile d'en trouver de plus riches, de plus intéressantes que celles de Chorboulakh. J'ai suggéré qu'il était indispensable de créer ici un site, d'une surface de 50 à 100 h et d'y apporter un soin particulier afin de conserver un document intéressant d'importance mondiale. »

— Nikolaï Vavilov

### Flore représentée dans la réserve

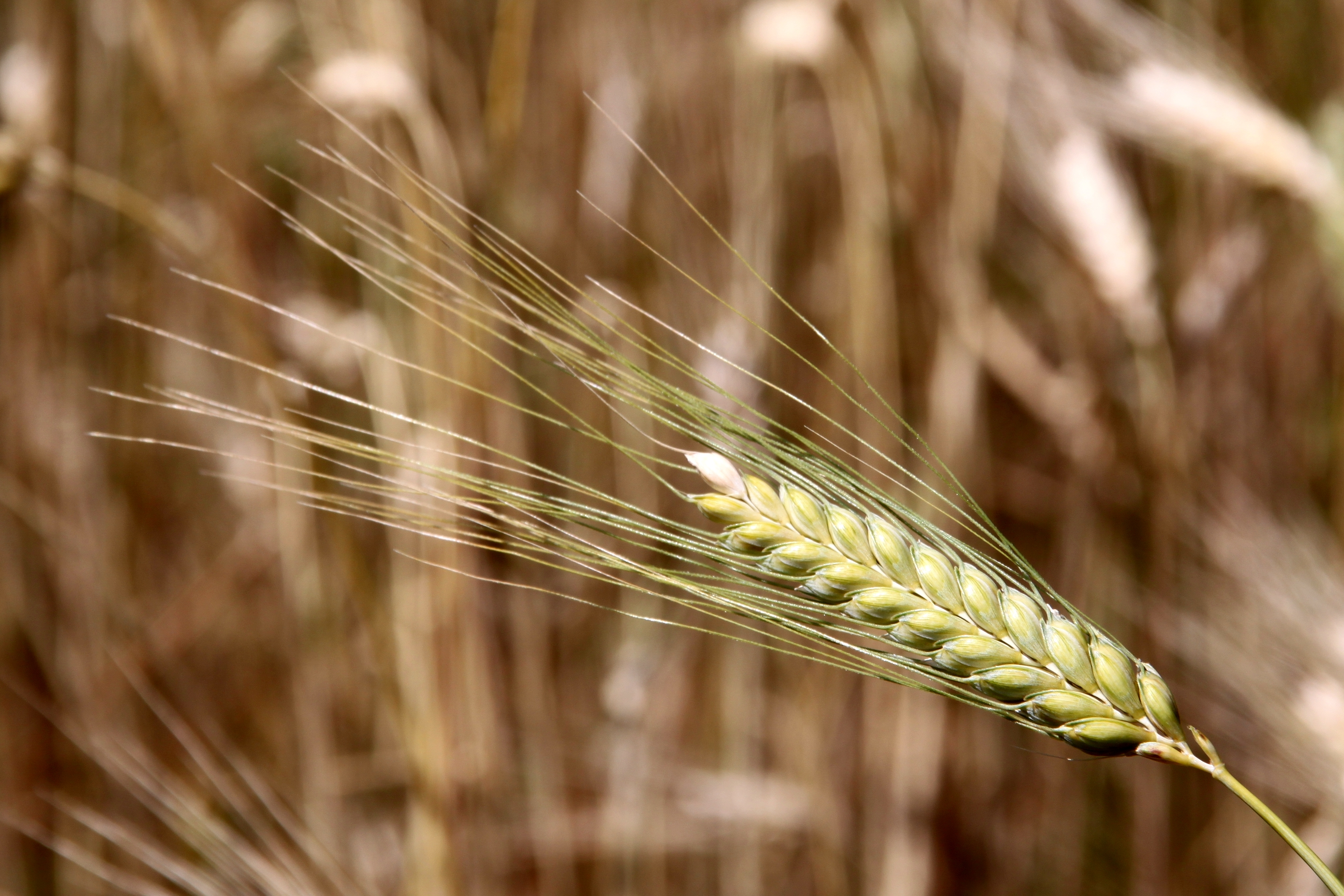
Triticum boeoticum
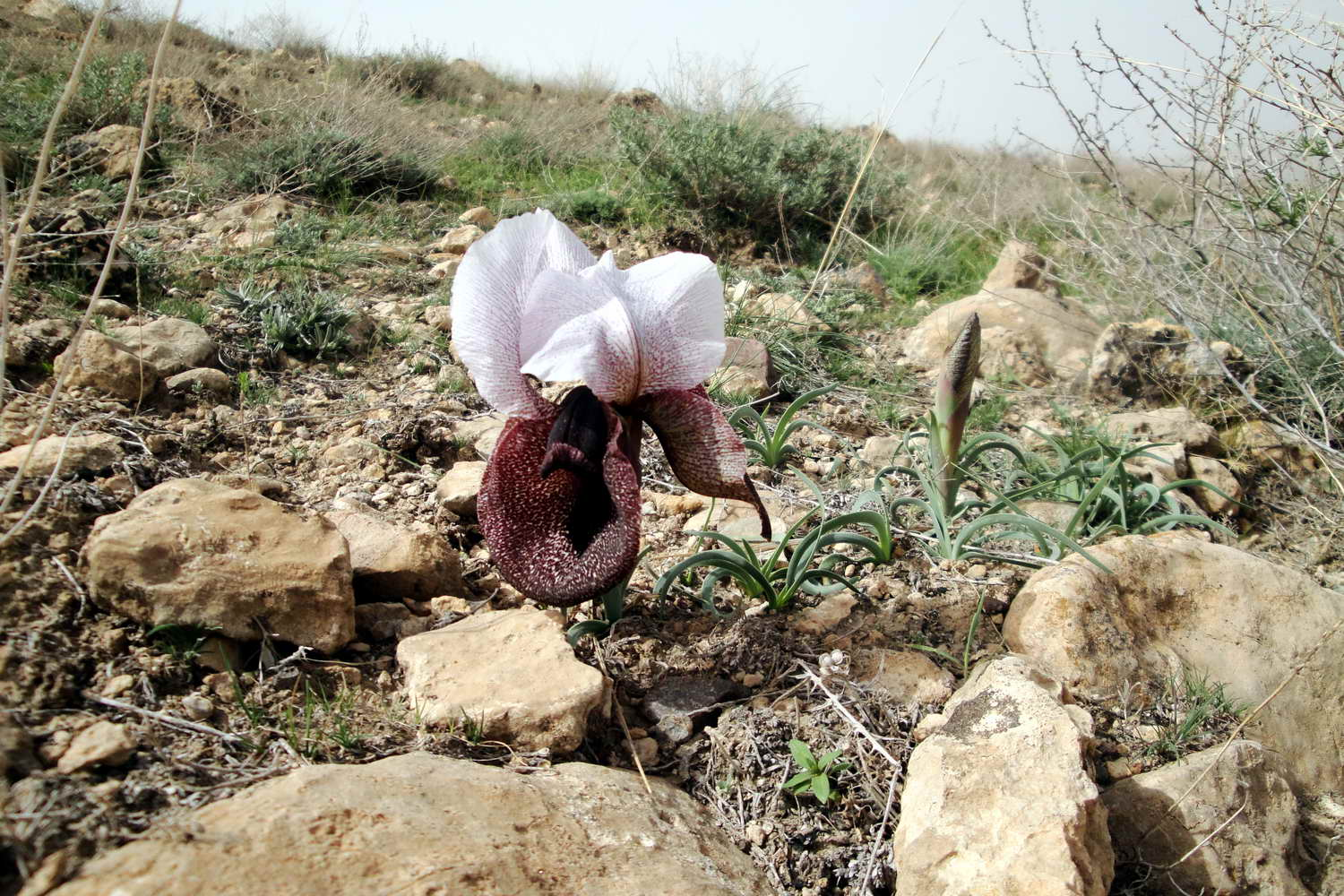
Iris elegantissima
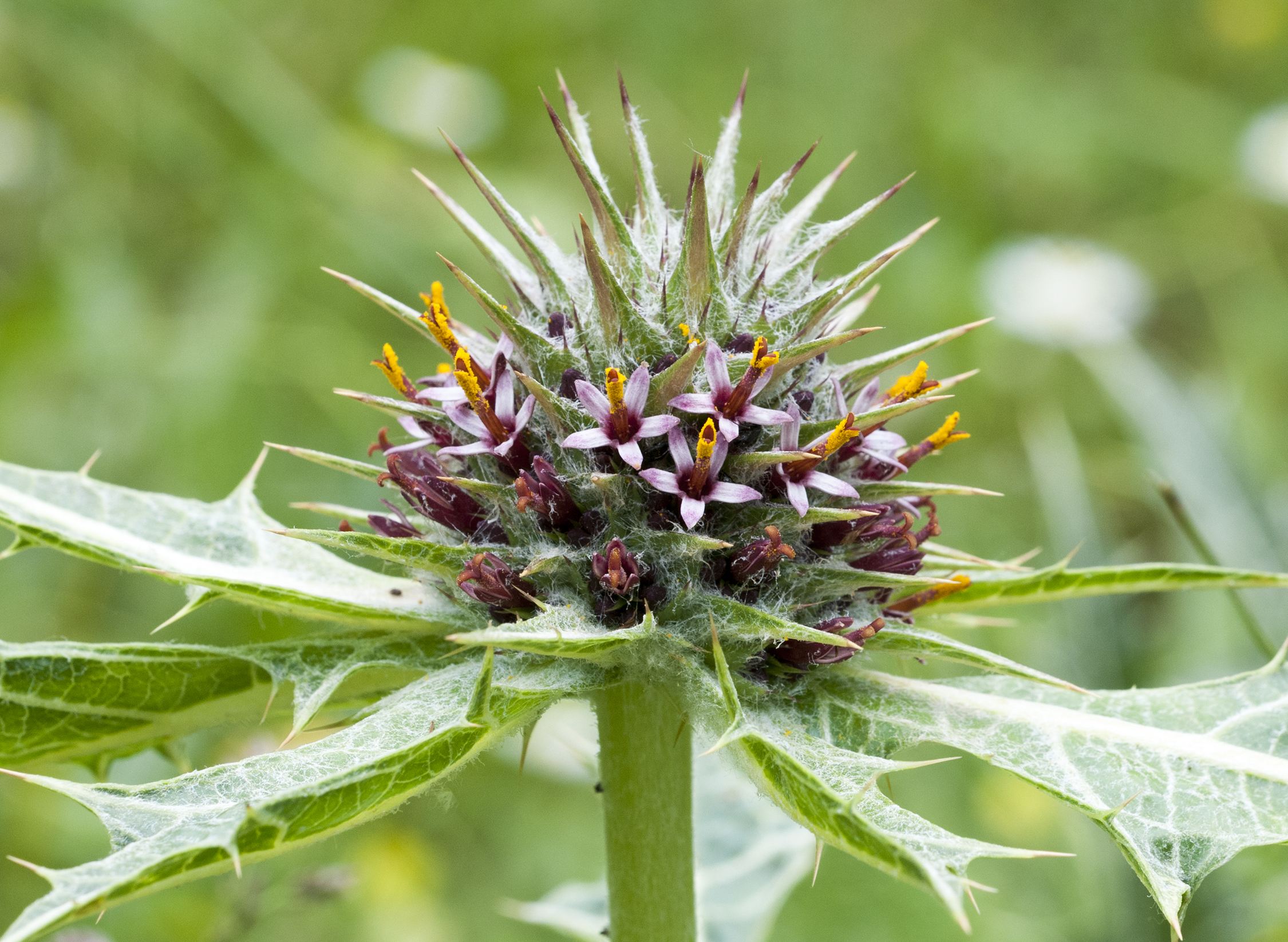
Gundelia tournefortii
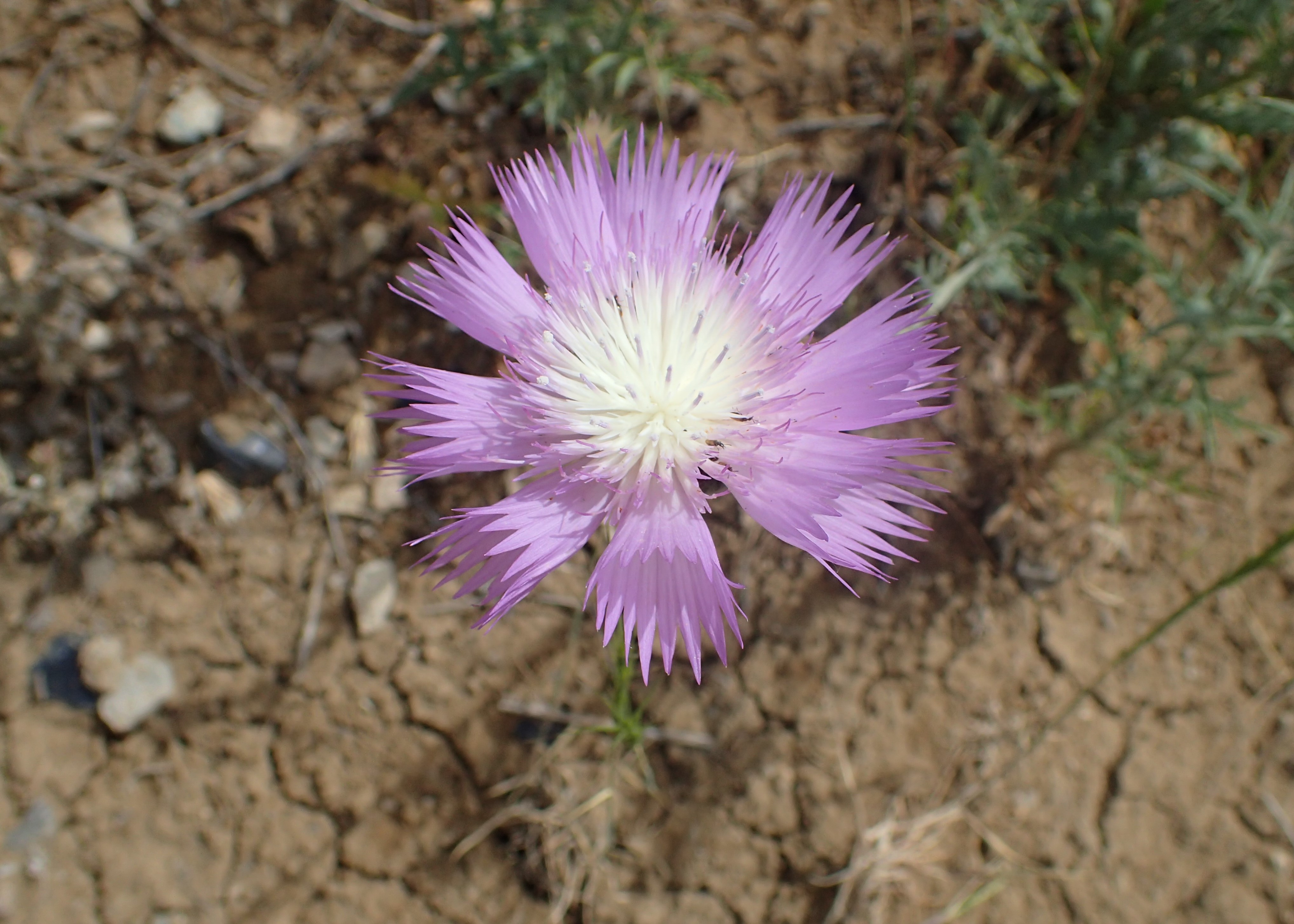
Amberboa moschata

La végétation est composée principalement de céréales sauvages de blé : Triticum boeoticum, Triticum araraticum et Triticum urartu, Aegilops cylindrica, Aegilops tauschii,Aegilops triuncialis. Également de Bromus : Bromus tectorum et Bromus squarrosus ; du seigle (Secale vavilovii) et encore une autre céréale que l'on ne retrouve nulle part ailleurs dans l'ex-URSS l'ambliopirum touptcheiouiny. On trouve dans la réserve les fourrés les plus denses et luxuriants de blé sauvage d'une hauteur de 70 à 75 cm. On trouve aussi plus de 100 variétés de blé.
La flore de la réserve est également riche en plantes médicinales, comestibles, colorantes et précieuses : Asparagus officinalis, Câprier (Capparis spinosa L), Falcaria, Gundelia tournefortii, Garance des teinturiers, différentes espèces d'Euphorbe.

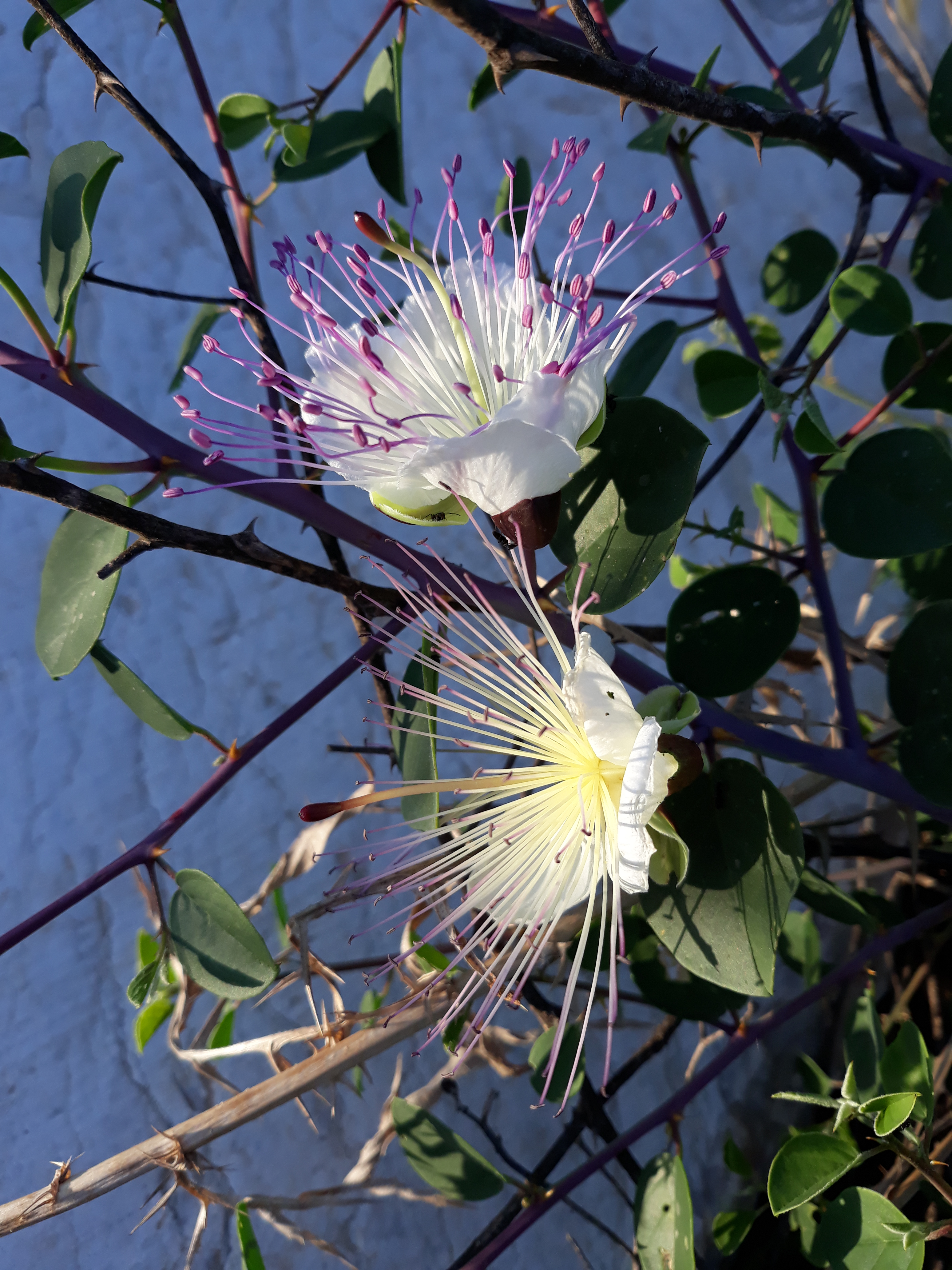
Câprier

### Répartition de la végétation

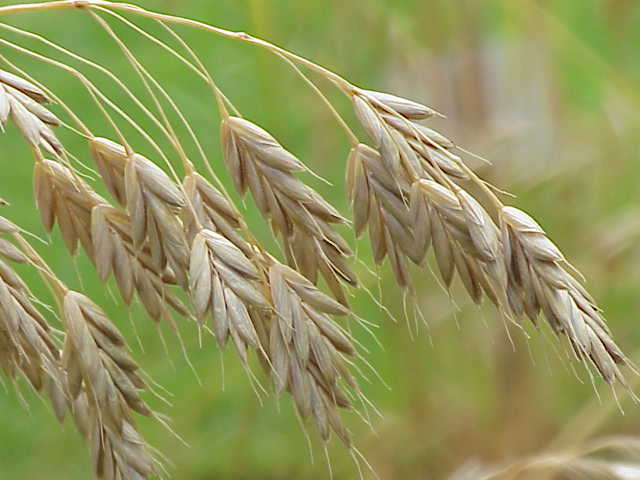
Bromus secalinus

Sur le versant ouest, le Carex pachystylis prédomine. Il se dessèche à partir de fin mai, mais repousse lors des pluies d'automne. Les autres composants sont le Роа bulbosa, le Bromus commutatus, le Secale vavilovii, l'Artemisia fragrans, l'Aegilops cylindrica et d'autres encore.
Plus bas, on trouve surtout de l'herbe raréfiée (35-45 %) par les pentes. On remarque sur ces pentes la disparition de la végétation et du sol. Dominent ici le Poa bulbosa, le Xeranthemum squarrosum et le Xeranthemum longepapposum, l'Helichrysum undulatum, la Chardinia orientalis et la Chardinia macrocarpa. On y trouve du blé sauvage Triticum boeoticum.
En bas des pentes, la couverture du sol est de 25 %. Dans l'herbe poussent : les blés sauvages Triticum boeoticum, le blé d'Ararat Triticum araraticum et d'Urartu Triticum urartu. Ces espèces rares et endémiques sont sur le point de disparaître et si leurs sites ne sont pas contrôlés, elles pourraient disparaître complètement.

### Espèces végétales
Sur le territoire de la réserve, il existe des zones où la végétation xérophyte de montagne est bien développée. Les astragales à petite tête (Astragalus microcephalus) prédominent. On trouve également la (Serratula erucifolia), la (Tomanthea aucheri), l'(Amberboa moschata), l'(Artemisia fragrans), la (Centaurea erivanensis), le (Rhamnus pallasii).

## Faune
Selon les données du biologiste arménien A. Agassiana on trouve dans la réserve :
Serpents : Vipère lébétine (Macrovipera lebetina), Couleuvre de Montpellier (Malpolon monspessulanus), Boa des sables (Eryx jaculus), (Eirenis collaris), (Eirenis punctatolineatus), (Hemorrhois ravergieri), (Platyceps najadum), (Dolichophis caspius), (Paralaudakia caucasia), Orvet des Balkans (Pseudopus apodus).
Sauriens : (Eremias pleskei) et (Eremias strauchi), (Lacerta strigata), (Lacerta media), (Trachylepis aurata), (Eumeces schneideri), (Ophisops elegans).
On trouve également dans la réserve la (Mauremys caspica), le (Pelophylax ridibundus), le Crapaud vert (Bufo viridis), le Pelobates syriacus repris dans la liste du Livre rouge de l'Ex-URSS.
La faune ornithologique est assez diverse, mais il n'y a pas d'information précises sur les espèces nicheuses. Selon les données de M. Adamiana, il existe environ 50 espèces d'oiseaux passereaux dans la réserve ainsi que la Caille des blés (Coturnix coturnix), la Perdrix (Alectoris chukar armenica) et (Perdix perdix), la Tourterelle des bois (Streptopelia turtur), le Faucon crécerelle (Falco tinnunculus), le Busard pâle (Circus macrourus), la Chevêche d'Athéna (Athene noctua), l'Engoulevent d'Europe (Caprimulgus europaeus), le Rollier d'Europe (Coracias garrulus) et d'autres encore .
Les espèces les plus courantes de mammifères de la réserve sont le Renard et la Belette d'Europe (Mustela nivalis). Vers le milieu des années 1970, la Fouine était courante. Aujourd'hui, les Martes sont rares et le Loup et le Blaireau européen également.
Les espèces qui suivent sont largement représentées : Campagnol des champs (Microtus arvalis), Campagnol des neiges (Chionomys nivalis). On rencontre aussi : le Mérione de Perse (Meriones persicus), la Gerbille (Meriones vinogradovi), le Mulot pygmée (Apodemus uralensis), l'(Ellobius lutescens).

espèces animales de la réserve
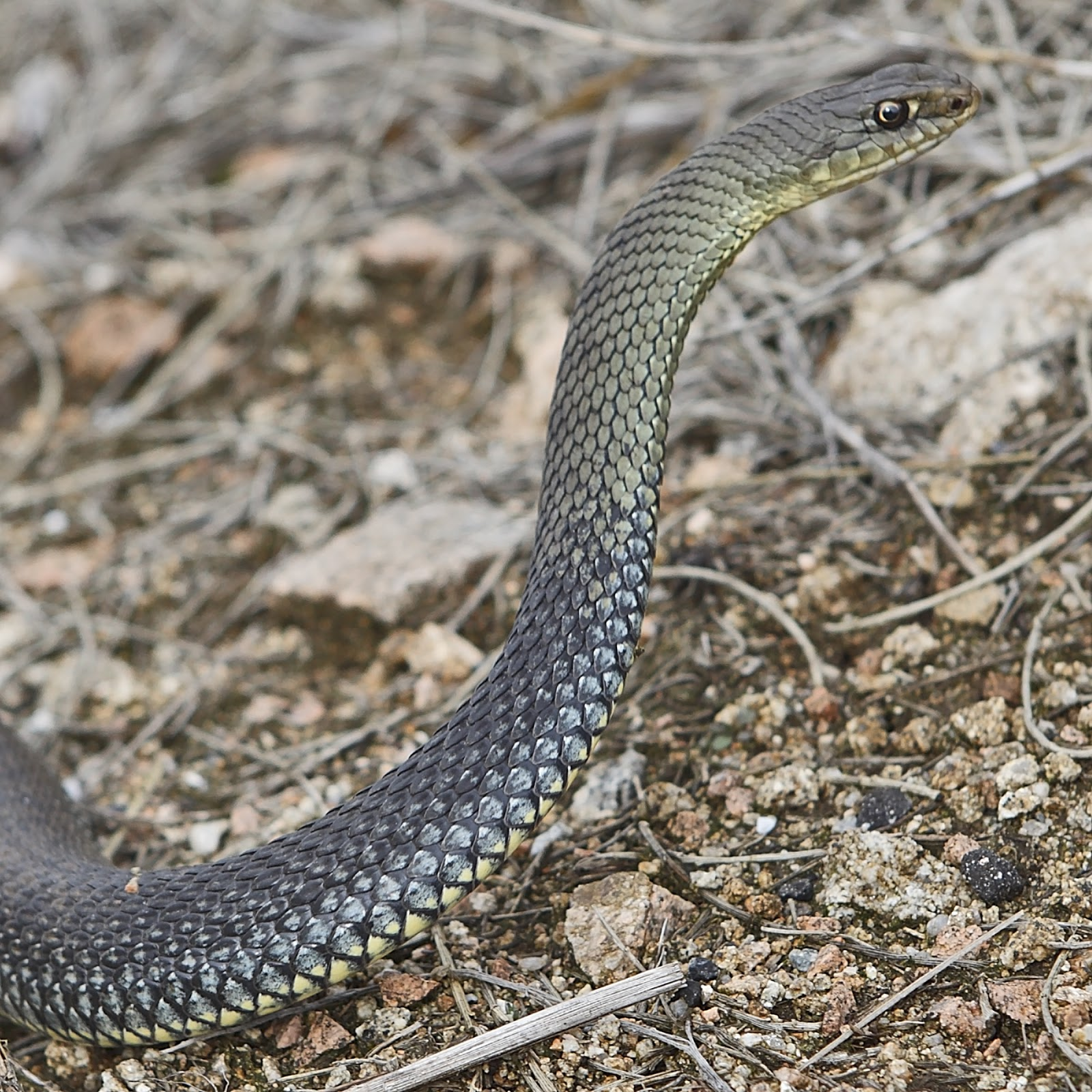
Couleuvre de Montpellier
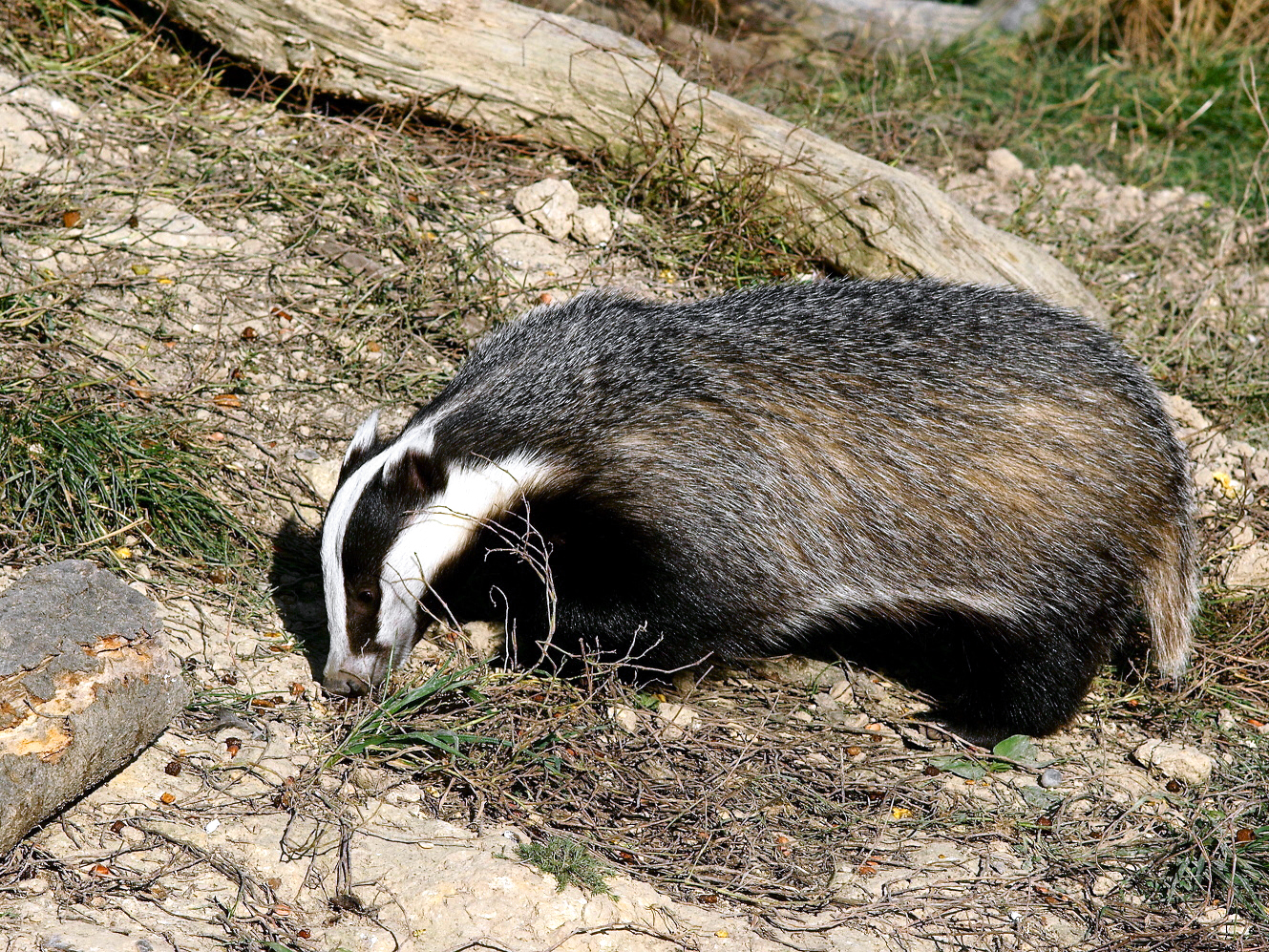
Blaireau commun
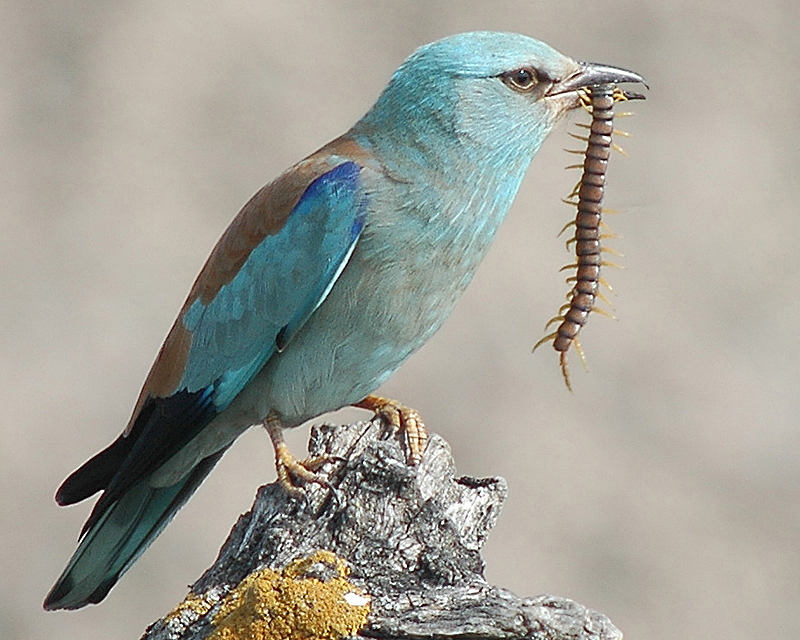
Rollier d'Europe
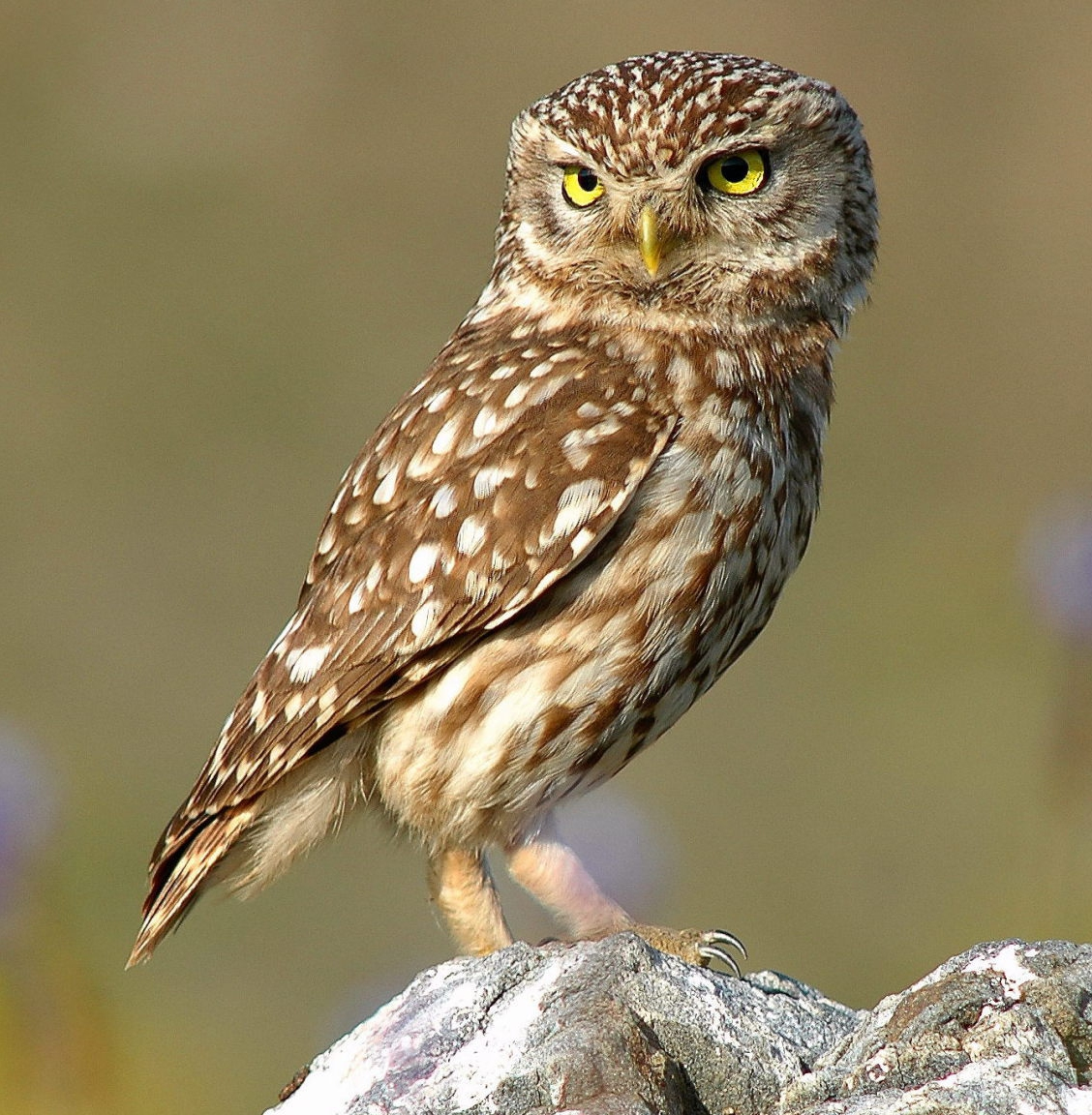
Athene noctua, Chevêche d'Athéna